# Tsé & Tsé associées
La marque Tsé & Tsé associées est créée par les designeuses Catherine Lévy et Sigolène Prébois qui dessinent, fabriquent et commercialisent des objets pour la maison depuis 1992. 
Depuis novembre 2013, les Tsé & Tsé associées sont inscrites au Dictionnaire universel des créatrices qui, sous le parrainage de l’Unesco, présente des biographies de femmes créatrices, dans tous les domaines, depuis l’Antiquité jusqu'à nos jours. En 2019, l'agence officielle Atout France dans un article sur le Design Made in France, déclare : « Il n'est pas étonnant de découvrir que le pays du Concorde, des stylos Bic à 4 couleurs ou des vases Tsé-Tsé s'est positionné à la pointe du design »

## Histoire
Catherine Lévy et Sigolène Prébois se rencontrent pour la première fois à l’âge de seize ans. 
Diplômées de l'École nationale supérieure de création industrielle (Ensci-les Ateliers) en 1989, elles continuent de travailler ensemble dès leur sortie de l’école. 

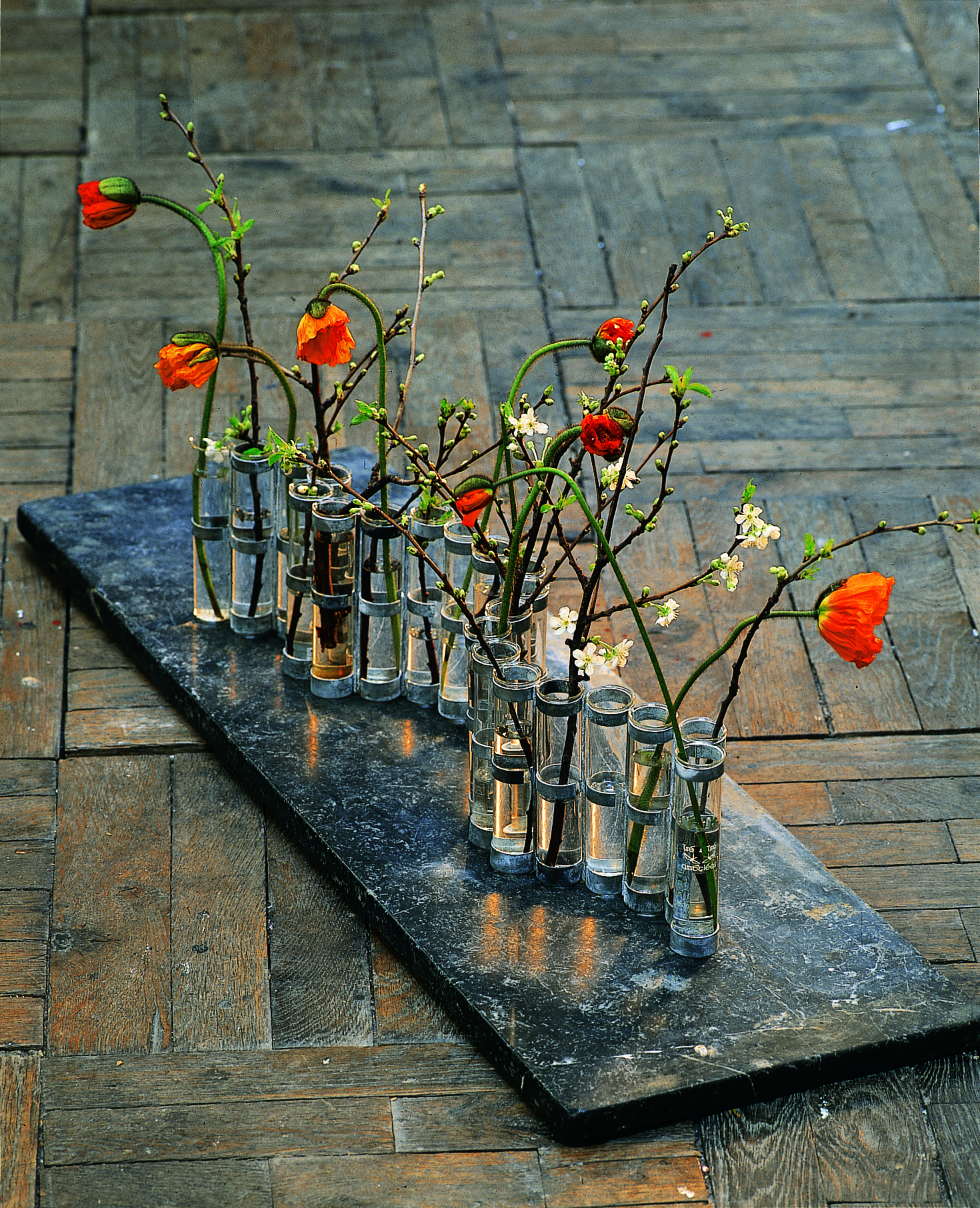
Le Vase d'avril.

En 1991, les deux designeuses créent le Vase d'avril. Dès 1992, elles s'associent sous le nom de Tsé & Tsé Associées. 
Le show-room de la SARL Tsé & Tsé associées est situé à Paris dans le 12e arrondissement ; leur boutique en propre ouvre en mai 2011, rue Saint-Roch.
En juin 1999, les Tsé & Tsé publient Les Dessous des Tsé & Tsé ou l’Histoire véridique d’une modeste PME, d’abord au Japon puis à compte d’auteur en septembre 2008 à Paris. En 2010, Catherine Levy publie 100 % Indian au Seuil et la même année, Sigolène Prébois publie Version live sur la mort de sa mère, aux éditions P.O.L.

## Objets et projets réalisés
Le Vase d’avril, créé en 1991 est constitué de 21 tubes de verre et de 20 pièces métalliques qui s'assemblent et se disposent dans différentes positions. Il est intégré dans la collection permanente du Centre national d'art et de culture Georges-Pompidou en 1997. D'autres objets tels que la Guirlande Cubiste ou la gamme de Vaisselle Affamée (1995-2006) sont également dans les collections du musée.
Sous le nom de Tsé & Tsé associées, Catherine Lévy et Sigolène Prébois dessinent aussi pour d’autres marques. En juillet 2007, elles collaborent avec le styliste japonais Issey Miyake pour son tissu Pleats Please. En décembre 2013, elles créent une ligne de bougies pour Diptyque. Elles ont re-décoré le cinéma Étoile situé à Saint-Germain-des-Prés à Paris ainsi que le Manège de Reims (qui fait partie du Cirque de Reims) en 2010, scénographié le lounge de l’exposition Paris-Delhi-Bombay au Centre Pompidou en 2011 et l'exposition consacrée aux 40 ans de Tupperware France, à la Galerie Sentou (2001).